# Spillegæld
Spillegæld er gæld, som man pådrager sig ved kort- eller andre former for spil om penge, eksempelvis hasardspil. DL 5-14-55 siger "Ingen er pligtig til at betale hvis hand i Dobbel taber og der skyldig bliver".

## "Spillegæld er æresgæld"
Udtrykket "Spillegæld er æresgæld" bruges dels til at betegne det forhold, som omtales i DL 5-14-55, nemlig at spillegæld ikke kan inddrives med retssystemets hjælp, dels at ærlige mennesker forventes at betale deres spillegæld (idet de ellers fortaber deres ære).